# Marokkaans-Portugese Oorlogen
De Marokkaans-Portugese Oorlogen waren een reeks veldslagen tussen Marokko en Portugal door de geschiedenis heen. De oorlogen vonden zowel tijdens als na de Reconquista plaats.

## Geschiedenis
Het eerste militaire conflict, op 21 augustus 1415, nam de vorm aan van een verrassingsaanval op Ceuta door de 45.000 Portugese soldaten die op 200 schepen reisden. Het werd later gevolgd door het beleg van Ceuta in 1419. Deze gebeurtenissen markeerden het begin van de ondergang van de Meriniden-dynastie en het begin van het Portugese rijk.
De grote slag, Slag om Alcácer Quibir, gevochten in Ksar-el-Kebir op 4 augustus 1578, was een katalysator voor de Portugese successiecrisis van 1580. Dit resulteerde in een dynastieke unie tussen het koninkrijk Portugal en het koninkrijk Spanje.
De conflicten eindigden toen Portugal Mazagan in 1769 opgaf.

## Lijst van oorlogen
In Iberië
- Slag bij Ourique (1139)
- Verovering van Santarém (1147)
- Beleg van Lissabon (1147)
- Beleg van Santarém (1184)
- Verovering van Silves (1189)
- Slag bij Las Navas de Tolosa (1212)
- Verovering van Faro (1249)
- Slag bij Salado (1340)
- Beleg van Algeciras (1342–1344)

In Marokko
- Verovering van Ceuta (1415)
- Belegering van Ceuta (1419)
- Beleg van Tanger (1437)
- Slag bij Ksar Sghir (1458)
- Verovering van Asilah (1471)
- Portugese verovering van Tanger (1471)
- Slag bij Ceuta (1476)
- Belegering van Graciosa (1489)
- Slag bij Azemmour (1508)
- Slag bij Azemmour (1513)
- Slag bij Marrakesh (1515)
- Slag bij Maâmora (1515)
- Beleg van Safi (1539)
- Val van Agadir (1540-1541)
- Beleg van Mazagan (1561)
- Slag van Alcácer Quibir (1578)
- Beleg van Mazagan (1769)